# Gejl Å
Gejl Å är ett vattendrag i Sønderjylland i Danmark. Det ligger i Region Syddanmark, i den västra delen av landet, 230 km väster om Köpenhamn. Den rinner upp mellan byarna Kværs och Tørsbøl väster om Sønderborg och rinner västerut. Vid Borderup söder om Tinglev rinner den samman med Bjerndrup Mølleå och bildar Sønderå.